# Van der Valk
Van der Valk è una serie televisiva britannica in 32 episodi trasmessi per la prima volta nel corso di 5 stagioni dal 1972 al 1992.
È una serie poliziesca incentrata sui casi del cinico e intuitivo detective olandese Simon "Piet" Van der Valk, operante ad Amsterdam.

## Personaggi e interpreti
- Van der Valk (stagioni 1-5), interpretato da Barry Foster.
- Arlette Van der Valk (stagioni 1-2), interpretata da Susan Travers.
- Isp. Johnny Kroon (stagioni 1-3), interpretato da Michael Latimer.
- Brig. Stribos (stagioni 1-2), interpretato da Dave Carter.
- Dottor Roest (stagioni 1-3), interpretato da Michael Lees.
- Brig. Mertens (stagione 1), interpretato da Alan Haines.
- Arlette van der Valk (stagioni 2-3), interpretata da Joanna Dunham.
- Halsbeek (stagione 2), interpretato da Sydney Tafler.
- Hoofd-Commisaris Samson (stagione 3), interpretato da Nigel Stock.
- Arlette van der Valk (stagioni 4-5), interpretata da Meg Davies.
- Hoofd-Commisaris Samson (stagioni 4-5), interpretato da Ronald Hines.
- Wim van der Valk (stagioni 4-5), interpretato da Richard Huw.
- Janet (stagioni 4-5), interpretata da Natasha Pyne.
- Jan Klees (stagioni 4-5), interpretato da John Vine.

## Produzione
La serie, ideata da Nicolas Freeling, fu prodotta da Thames Television (1972-73), Euston Films (1977), Elmgate Productions (1991-1992) e Fremantle Media 

### Registi
Tra i registi della serie sono accreditati:
- Mike Vardy in 7 episodi (1973-1977)
- Douglas Camfield in 3 episodi (1972-1973)
- Tom Clegg in 3 episodi (1977-1992)
- Graham Evans in 2 episodi (1972-1973)
- Jim Goddard in 2 episodi (1973-1991)
- William Brayne in 2 episodi (1977)
- Ted Childs in 2 episodi (1977)
- Anthony Simmons in 2 episodi (1991-1992)
- Herbert Wise in 2 episodi (1991-1992)

### Sceneggiatori
Tra gli sceneggiatori della serie sono accreditati:
- Philip Broadley in 6 episodi (1973-1977)
- Michael Chapman in 4 episodi (1972-1977)
- Geoffrey Gilbert in 3 episodi (1972)
- Nicolas Freeling in 3 episodi (1991-1992)
- Roger Marshall in 2 episodi (1977)
- Paul Wheeler in 2 episodi (1977)
- Keith Dewhurst in 2 episodi (1991-1992)

## Distribuzione
La serie fu trasmessa nel Regno Unito dal 13 settembre 1972 al 19 febbraio 1992 sulla rete televisiva Independent Television. In Italia è stata trasmessa con il titolo Van der Valk.
Alcune delle uscite internazionali sono state:
- nel Regno Unito il 13 settembre 1972 (Van der Valk)
- in Francia il 14 luglio 1975
- in Germania Est il 5 aprile 1976
- in Germania Ovest il 7 febbraio 1979
- in Italia il 29 novembre 1976 (Van der Valk)

## Episodi
| Stagione         | Episodi | Prima TV UK |
| ---------------- | ------- | ----------- |
| Prima stagione   | 6       | 1972        |
| Seconda stagione | 7       | 1973        |
| Terza stagione   | 12      | 1977        |
| Quarta stagione  | 4       | 1991        |
| Quinta stagione  | 3       | 1992        |

## Nuova serie
Van der Valk torna per una nuova serie nel 2020, con Marc Warren che ora interpreta il ruolo del protagonista. La continuità con la serie originale non viene preservata con l'introduzione di nuovi personaggi e trame, tuttavia la musica a tema, distintiva della serie originale (Eye Level), fa eco nella nuova musica a tema. La prima stagione della nuova serie è stata prodotta nel 2020 e comprende tre episodi da 90 minuti, la seconda serie prodotta all'inizio del 2022 comprende altri tre episodi.